# Крупка
Крупка (чеш. Krupka) град је у Чешкој Републици, у оквиру историјске покрајине Бохемије. Крупка је град у оквиру управне јединице Устечки крај, где припада округу Теплице.

## Географија
Крупка је смештена у северозападном делу Чешке републике, близу границе са Немачком - 5 километара северно од града. Град је удаљен од 100 km северозападно од главног града Прага, а од оближњег Уста на Лаби 15 km западно.
Град Крупка се налази у крајње северном делу историјске области Бохемије. Град се налази на северном ободу поља око реке Охре, на приближно 260 m надморске висине. Северно од града уздижу се Крушне горе.

## Историја
Подручје Крупке било је насељено још у доба праисторије. Насеље под данашњим називом први пут се у писаним документима спомиње у 1241. године, а 1130. насеље је добило градска права. Већ тада претежно становништво града и околине су Немци.
1919. године Крупка је постала део новоосноване Чехословачке. 1938. године Крупка, као насеље са немачком већином, је отцепљена од Чехословачке и припојено Трећем рајху у склопу Судетских области. После Другог светског рата месни Немци су се присилно иселили из града у матицу. У време комунизма град је нагло индустријализован. После осамостаљења Чешке дошло је до опадања активности тешке индустрије и до проблема са преструктурирањем привреде.

## Становништво
Крупка данас има око 14.000 становника и последњих година број становника у граду стагнира. Поред Чеха у граду живе и Словаци и Роми.

## Галерија
- Стари део Крупке
- Главна градска црква, посвећена Богородици
- Скијалиште изнад Крупке